# Bijuteriile Coroanei Poloneze

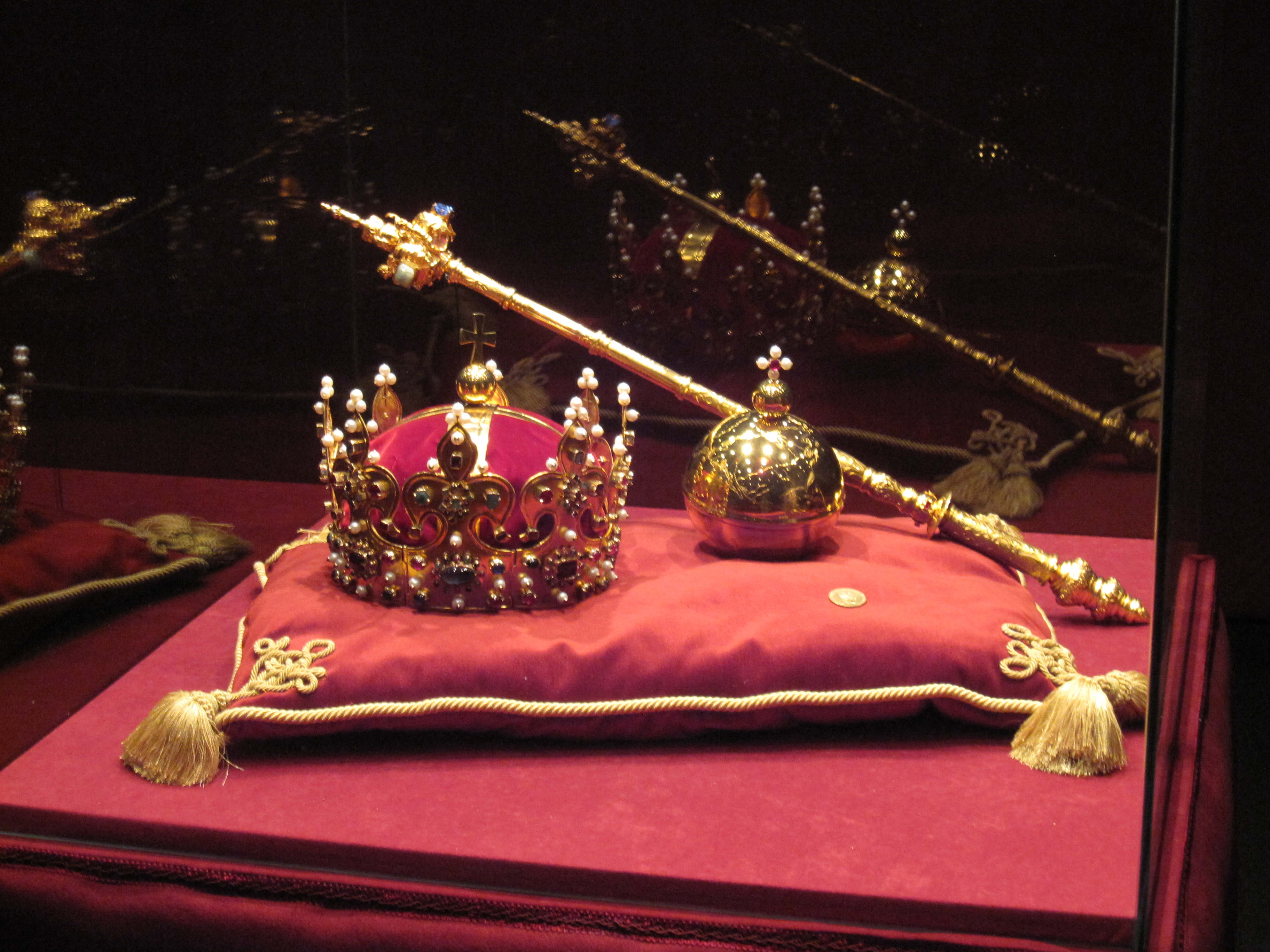
Replica Bijuteriilor Coroanei Polone ale lui Boleslau I al Poloniei

Bijuteriile Coroanei Polone sunt însemne regale ale conducătorilor Poloniei folosite în timpul încoronării sau la ceremonii oficiale.
Singura piesă originală din colecție de pe vremea Dinastiei Piaștilor  este sabia Szczerbiec.
În prezent Bijuteriile Coroanei Polone sunt expuse la Muzeul Regal din Castelul Wawel, Cracovia .

## Istoric

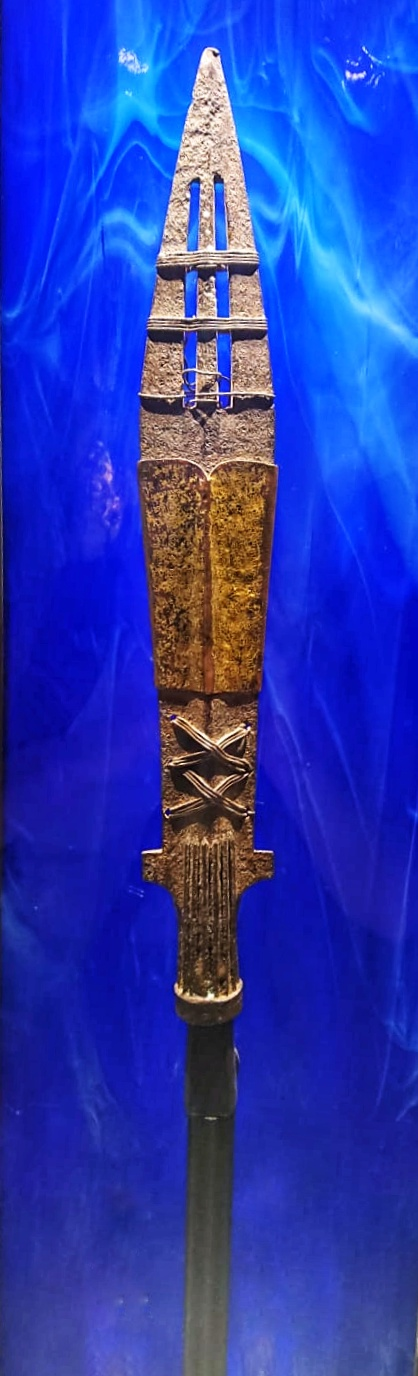
Replica poloneză a Sfintei Lance aflată la trezoreria din Catedrala Wawel

În anul 1000, în timpul pelerinajului său la mormântul Sfântului Adalbert, în Gniezno, capitala Poloniei până la 1040, împăratul Otto al III-lea, Împărat al Sfântului Imperiu Roman l-a recunoscut oficial pe Ducele Boleslau I al Poloniei (Viteazul) ca Rege al Poloniei (vezi Congresul din Gniezno), încoronându-l și prezentându-l cu o replică a Sfintei Lance, cunoscut și sub numele de Lancea Sfântului Maurițiu.  Această relicvă, împreună cu vexillum atașat la acesta, a fost, probabil, primul însemn al Regatului Poloniei în curs de formare, un simbol al domniei lui Boleslau, și de loialitatea față de Împărat  Rămâne. A rămas necunoscut ce imagini, au fost pictate sau brodate pe vexillum. [5]
Încă din 1320 bijuteriile coroanei ale regilor polonezi s-au păstrat în tezaurul Catedralei Wawel.  În 1370 Ludovic I al Ungariei a decis, să transfere însemnele regalității poloneze în Ungaria care au fost returnate în 1412 ambasadei din Rożnów  de către împăratul Sigismund de Luxemburg  În timpul domniei dinastiei Jagiellonilor bijuteriile au fost mutate de la catedrală la Castelul Wawel și plasate în Trezoreria Coroanei, special pregătită. 
În secolul al XVII-lea au fost aduse în repetate rânduri la Varșovia, pentru ceremonialul de încoronare a reginelor poloneze. 
În timpul potopului din 1655, însemnele regale au fost evacuate din catedrală și ascunse în vechiul castel din Stará Ľubovňa.  Acestea au fost păstrate acolo până în anul 1661. 
În 1703 în timpul Marelui Război al Nordului au fost ascunse din nou, în primul rând în Silezia, apoi în Moravia. În timpul dublei alegeri din 1733, însemnele regalității au fost furate de către urmașul lui Stanisław Leszczyński, contele Franciszek Maksymilian Ossoliński, Marele trezorier al Coroanei, care le-a ascuns în Biserica Sfintei Cruci din Varșovia.  În 1734, cu toate acestea, au fost recuperate din ascunzătoare și depus în Mănăstirea Jasna Gora, unde au rămas până în anul 1736.  În 1764, cu acordul Seimului, însemnele regale au fost transportate la Varșovia pentru încoronarea regelui Stanisław August Poniatowski. [10] Mai târziu, Bijuteriile Coroanei au revenit la Castelul Wawel, unde s-au păstrat până la a treia împărțire a Poloniei în 1795.

## Componentele colecției

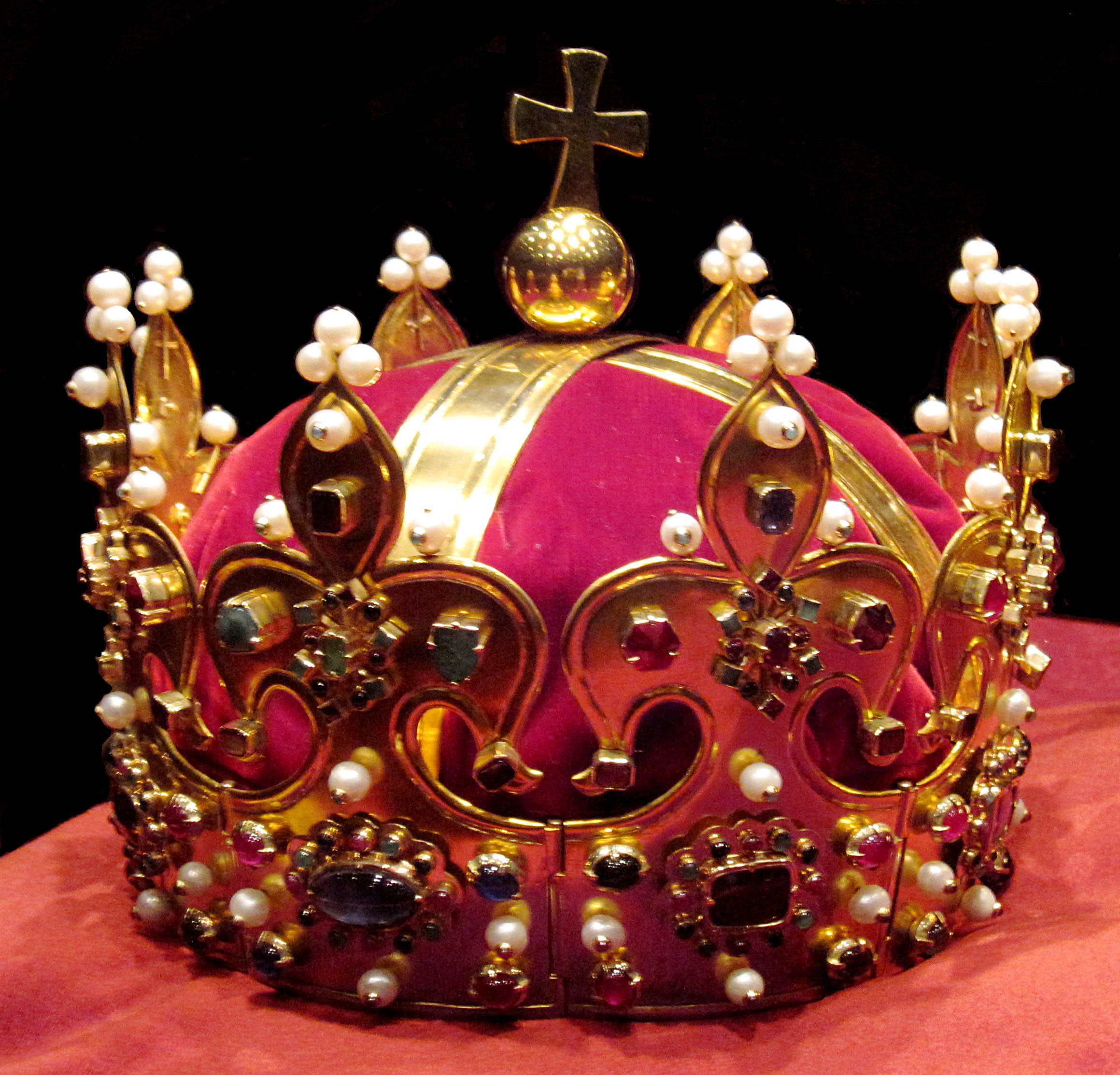
Coroana lui Boleslau I al Poloniei

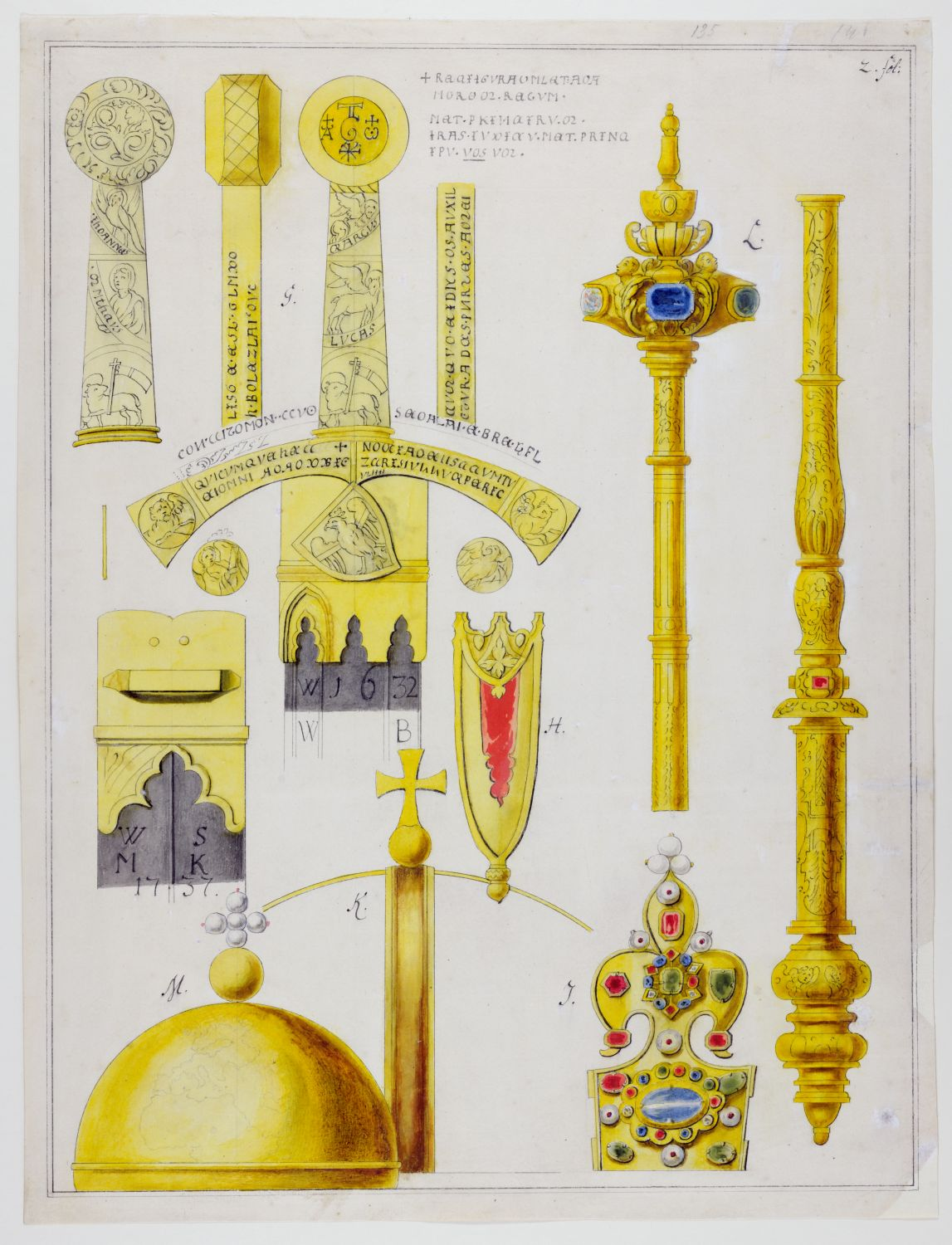
Szczerbiec - Sabia de încoronare

Potrivit unui inventar al Trezoreriei statului la Wawel efectuate în 1633 de către Jerzy Ossoliński, Cancelar al Coroanei din Uniunea statală polono-lituaniană (păstrate în cinci lăzi) constau în:
- Coroana lui Boleslau I al Poloniei (Viteazul)
- Szczerbiec, sabia de încoronare, care a fost utilizat în ceremoniile de încoronarea la cei mai mulți regi ai Poloniei
- Săbiile Grunwald, două săbii ale Ordinului Teutonic primite în Bătălia de la Grunwald de regele Vladislav al II-lea al Poloniei (Władysław Jagiełło)
- așa-numita "Coroana Reginei Polone" făcută pentru Jadwiga din Kalisz.
- așa-numita "Coroana ungară" făcută de Ioan Sigismund Zápolya după Coroana Sfântului Ștefan.
- așa-numita "Coroana Omagială"  omagii făcute lui Vladislav al II-lea al Poloniei
- așa-numita "Coroana Funerară" destinată ceremoniilor funerare ale monarhilor polonezi, făcut de Ștefan Báthory
- trei sceptre și trei globuri crucifere
- un lanț de argint cu relicva Sfintei Cruci (Crux cum ligno Vitae)
- cruci și relicve din Rutenia
- Biblia latină copiată pe pergament
- corn de rinocer (Cornus Rynocerotis)
- sabia lui Boleslau al II-lea al Poloniei
- sabia lui Sigismund I al Poloniei (cel Bătrân)
- trei pălării cu franjuri cu perle
- un cufăr mare cu cutii de bijuterii, care conținea, printre altele un mare rubin, de 0,94 carate (190 mg), 200 de diamante, un smarald mare[6][7][8].

De asemenea, un tezaur privat a Casei Vasa (păstrat la Castelul Regal din Varșovia) a constat în:
- "Coroana suedeză" făcut de regele Sigismund al II-lea Augustus
- "Coroana moscovită", făcută în 1610 pentru încoronarea Prințul Władysław Vasa de țarul Rusiei
- un "vultur alb" de argint ca bază pentru coroana regală (argint pur, parțial aurit, 89 cm înălțime), făcut pentru Ioan Cazimir al II-lea Vasa

În 1795 toate bijuteriile coroanei au fost furate de germani, exceptând Coroana moscovită după a  treia împărțire a Uniunii polono-lituaniene și distruse din ordinul lui Frederic Wilhelm al III-lea al Prusiei în martie 1809 (exceptând Szczerbiec).

#### Galerie

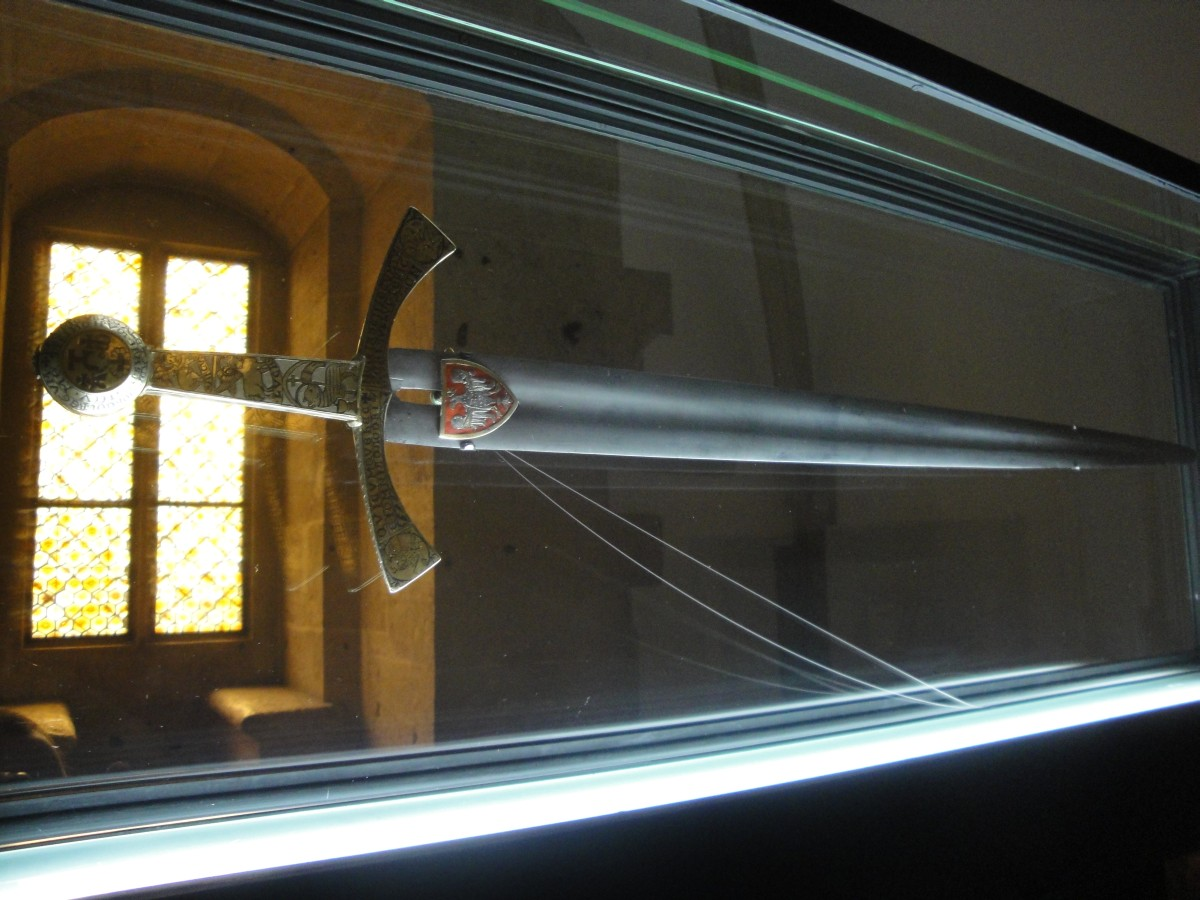
Szczerbiec (Sabia poloneză de încoronare)
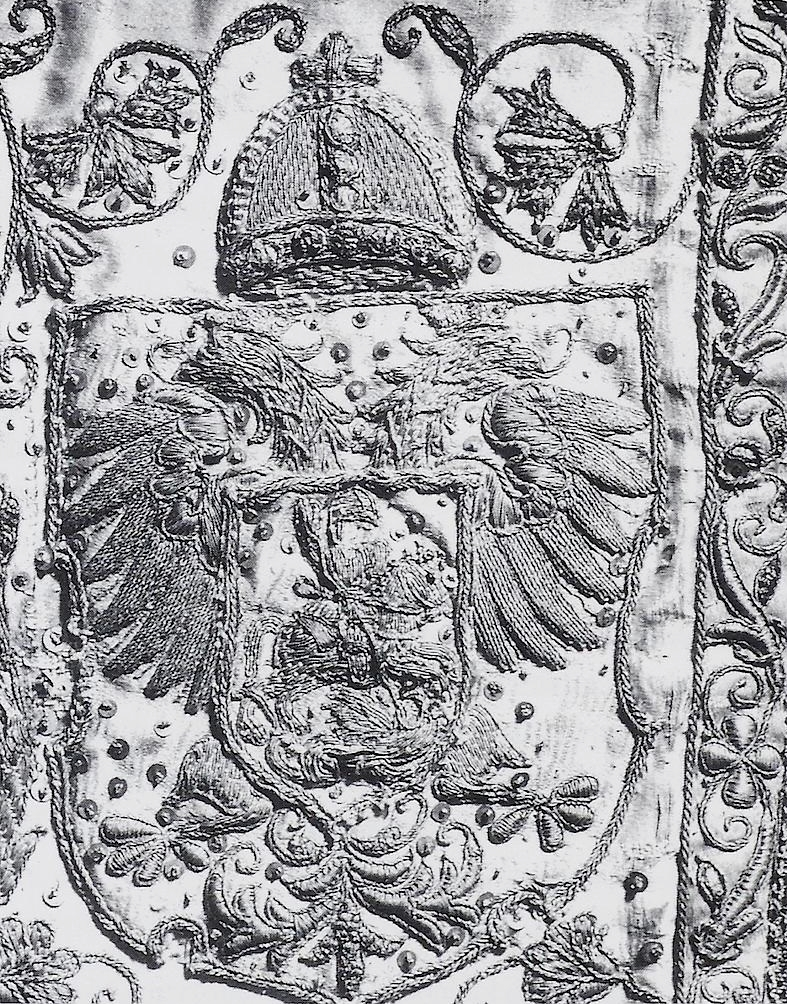
Costumul de ceremonie de încoronare al lui Władysław IV (detaliu) cu blazonul Poloniei şi Suediei
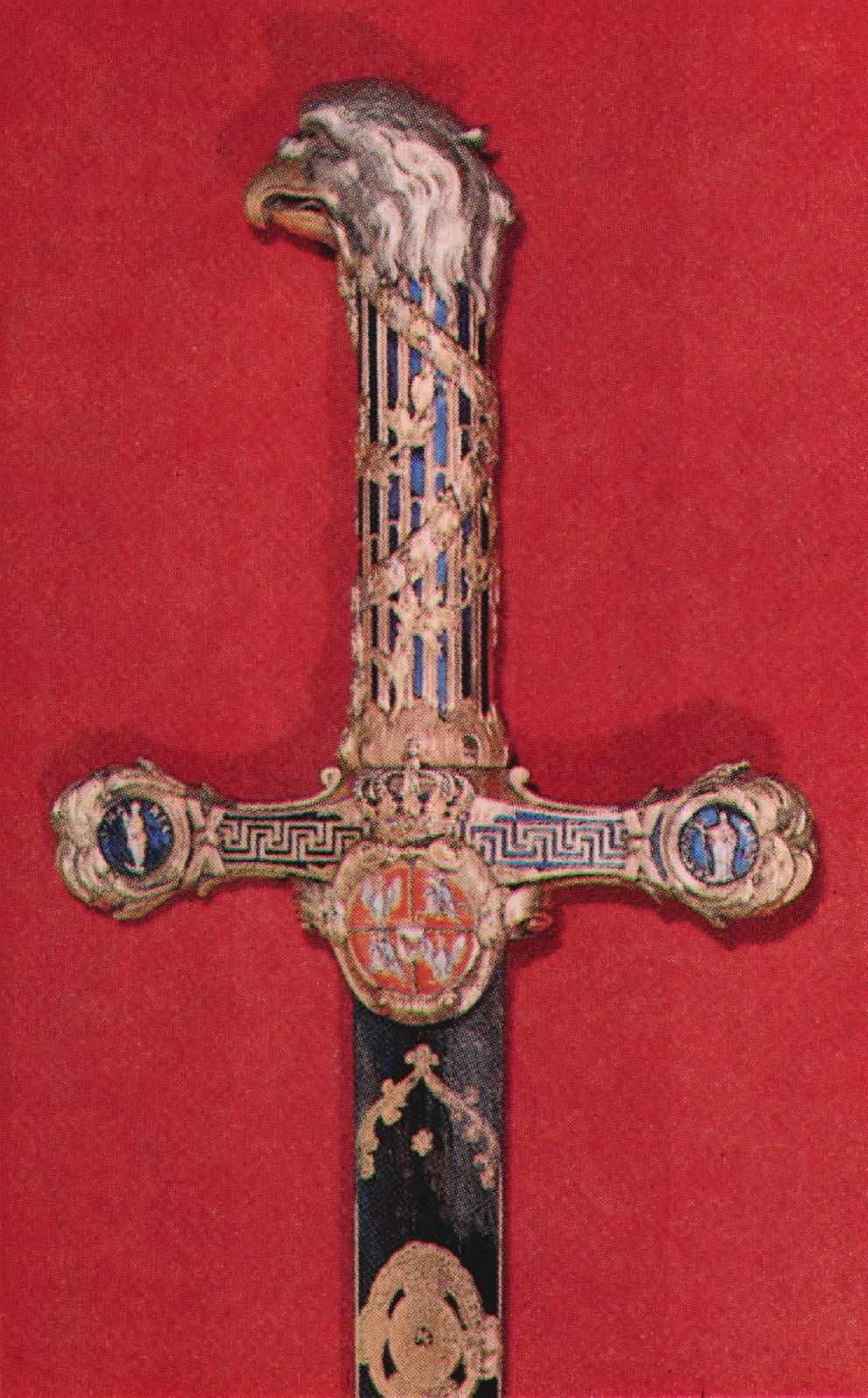
Sabia de ceremonie al Regelui Stanisław August Poniatowski
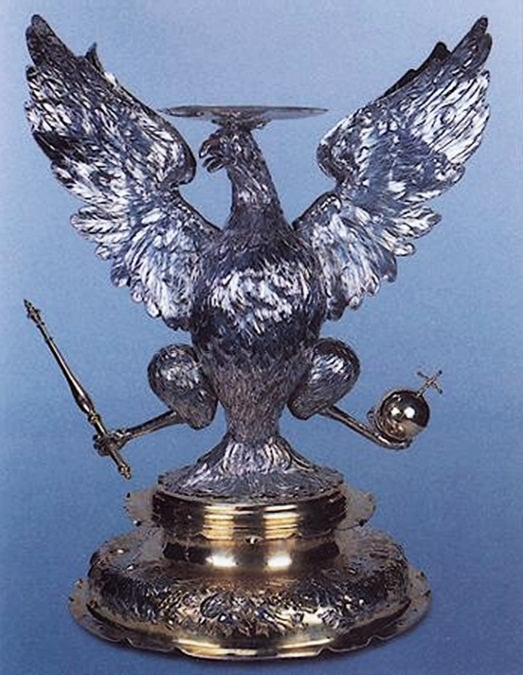
Suport heraldic de argint pentru coroana regală
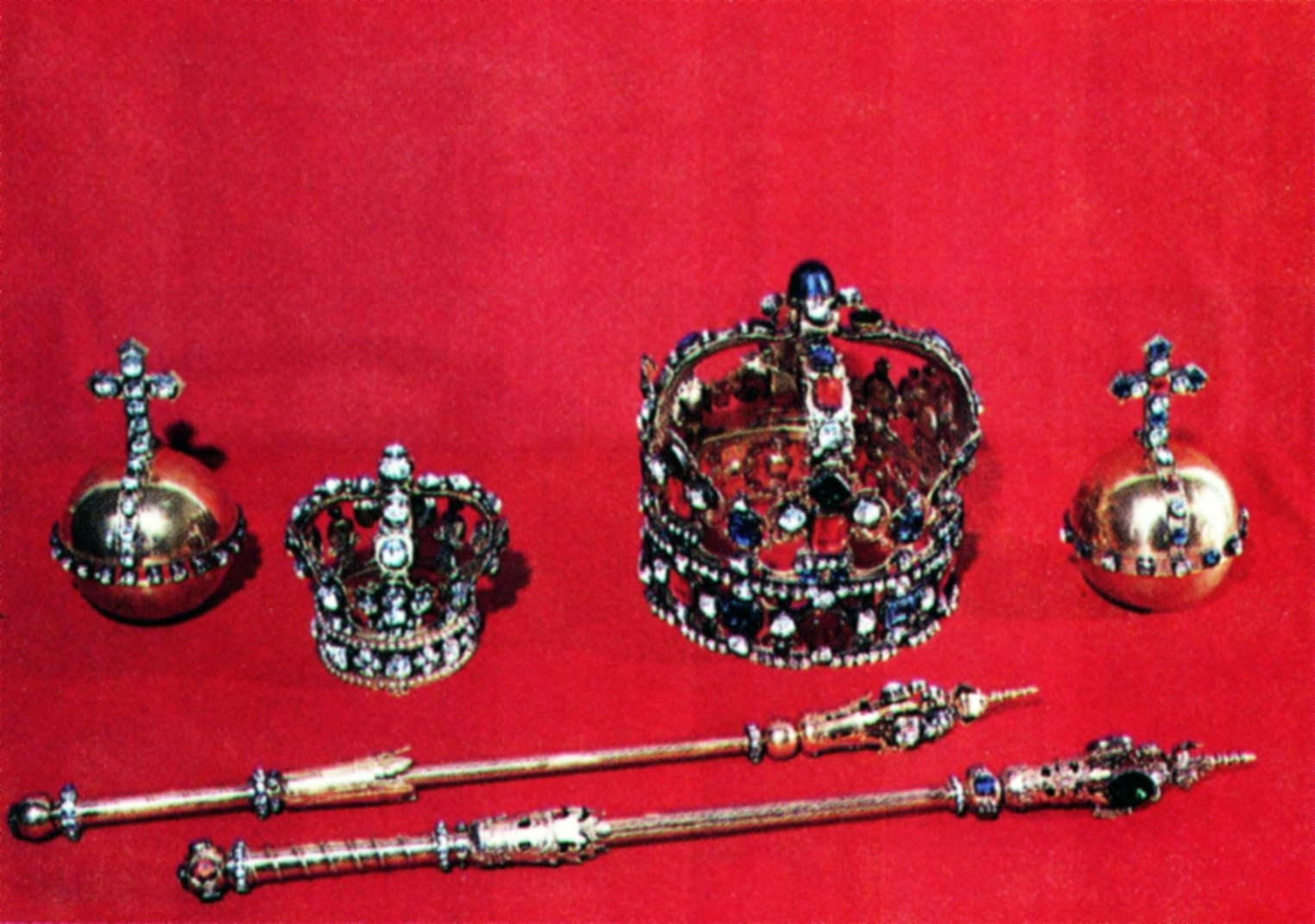
Insigne monarhice de argint ale Regelui August al III-lea al Poloniei şi Reginei Maria Josepha de Austria